# Dziedziniec Cudów

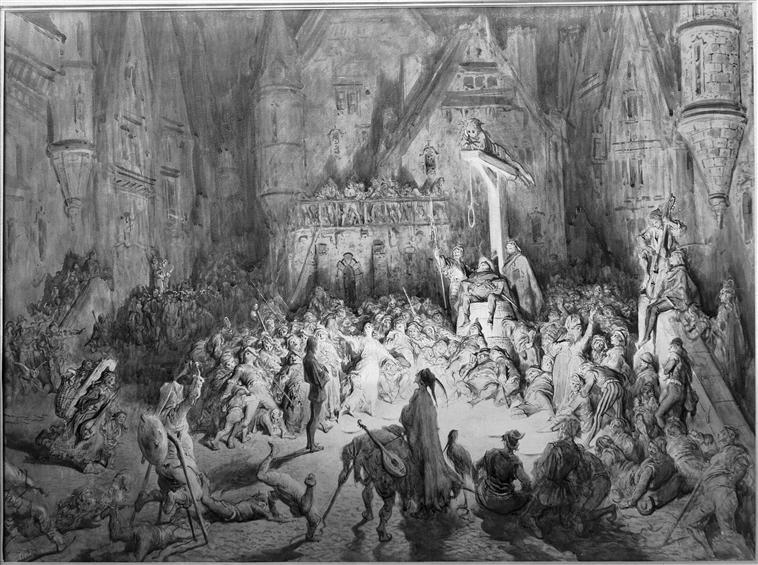
Wyobrażenie Dziedzińca Cudów na ilustracji Gustave'a Doré

Dziedziniec Cudów (fr. La Cour des Miracles) — dzielnica w średniowiecznym Paryżu znajdująca się około 1,5 km na północ od Katedry Maryi Panny pomiędzy dzisiejszymi ulicami du Cairo i Reamur (2 dystrykt), zamieszkana przez niziny społeczne, przede wszystkim złodziei i żebraków. W XVII wieku zaczęto przekształcać tę dzielnicę i pozbywać się z niej dotychczasowych mieszkańców.
Dziedziniec Cudów opisał Wiktor Hugo w książce Katedra Marii Panny w Paryżu.